# Complessi parrocchiali della Bretagna

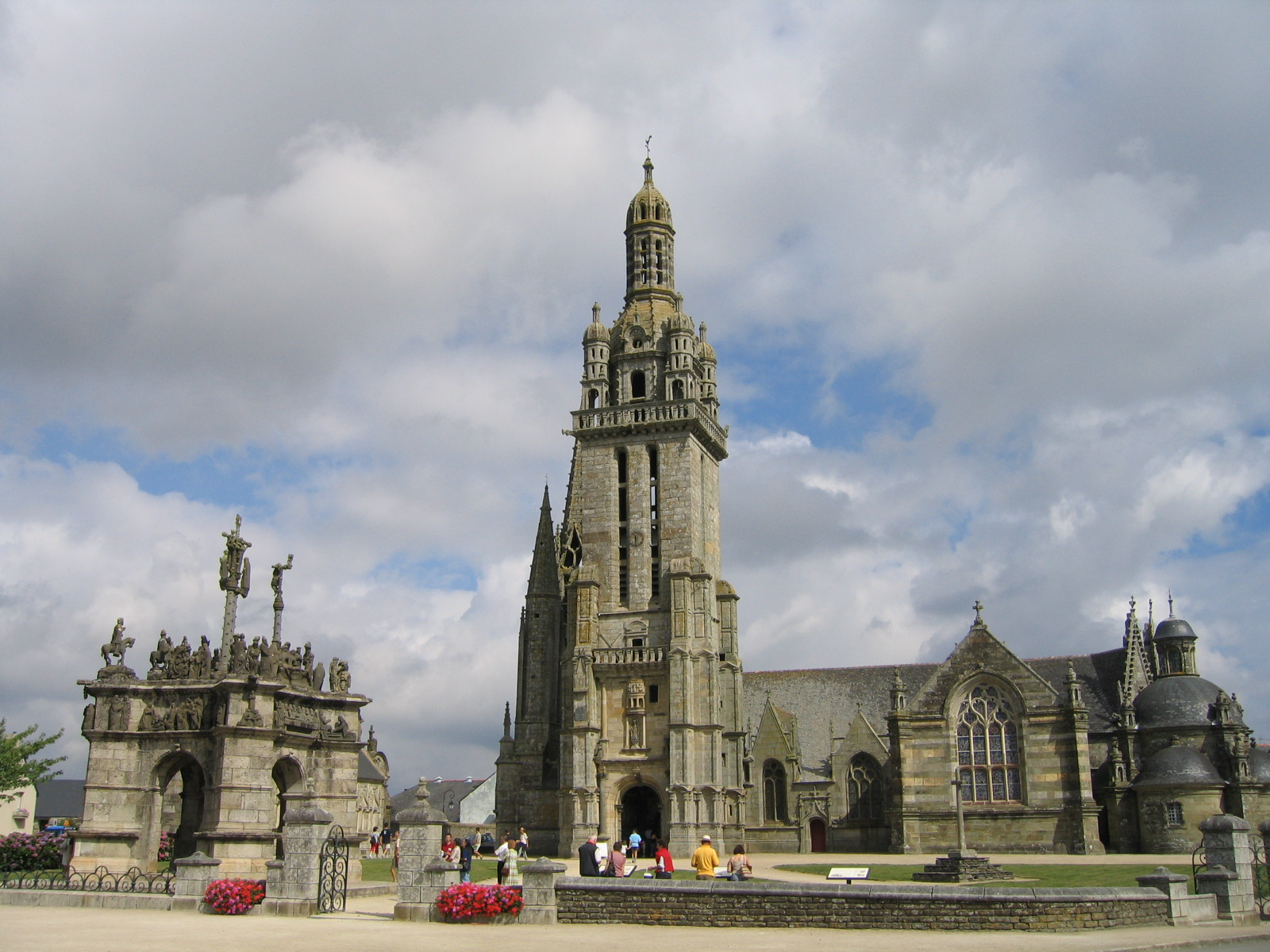
Bretagna: il complesso parrocchiale di Pleyben

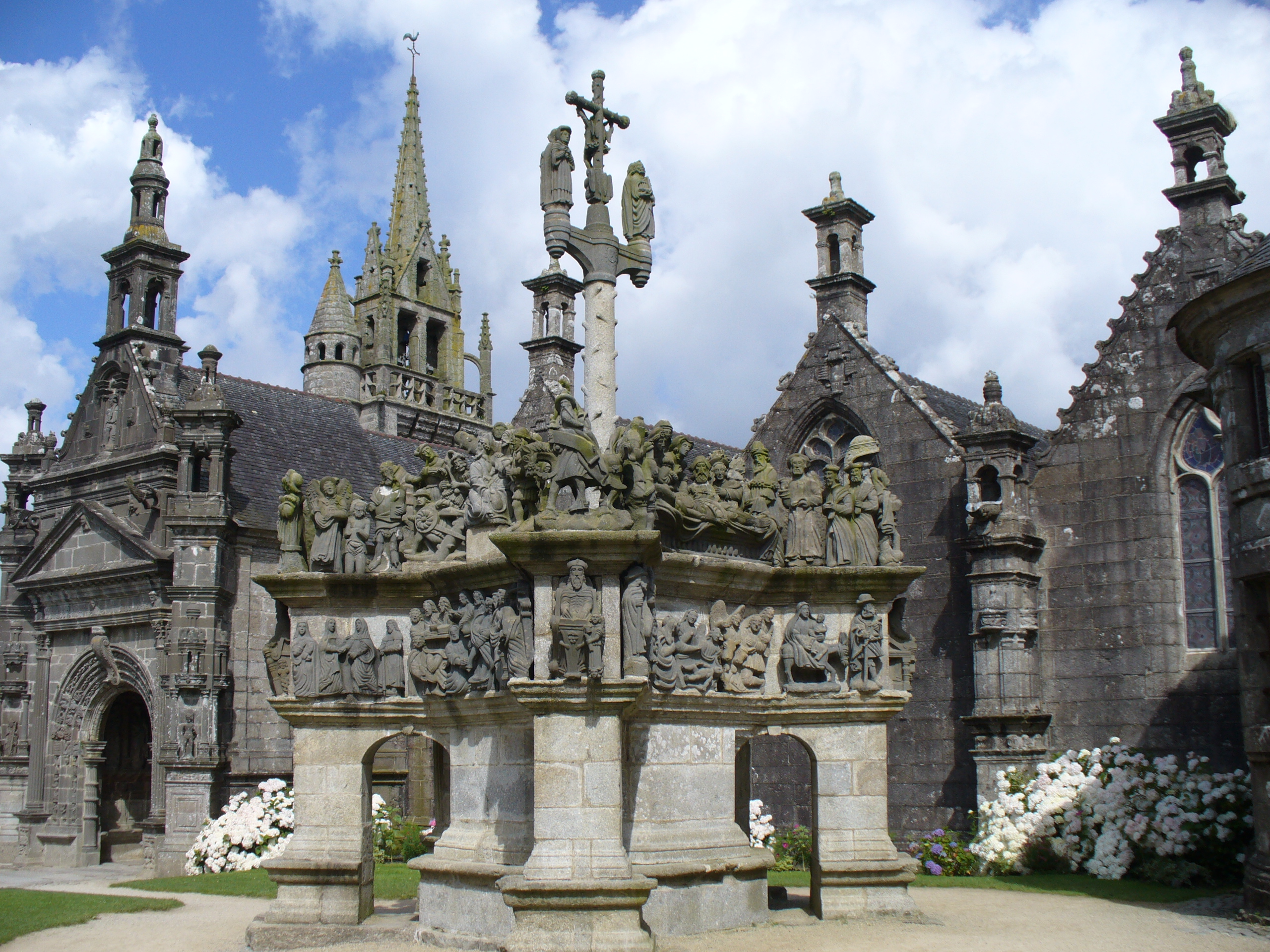
Bretagna: il complesso parrocchiale di Guimiliau

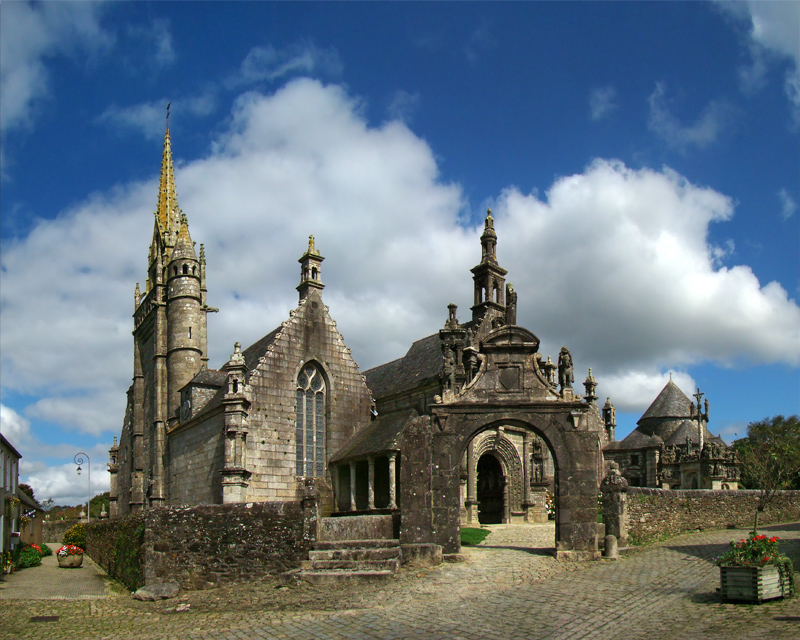
Bretagna: il complesso parrocchiale di Lampaul-Guimiliau

I cosiddetti enclos paroissiaux (sing. enclos paroissial, lett. “recinto parrocchiale”) rappresentano una peculiarità dell'architettura e dell'arte cristiana della Bretagna (Francia nord-occidentale), soprattutto del Finistère (Bretagna nord-occidentale) - ma non solo -, e, in particolare, della valle del fiume Élorn (in bretone: Elorn), nel tratto tra Brest e Morlaix (Finistère meridionale). Si tratta di complessi parrocchiali recintati, frutto dell'opera di vari artisti (famosi e non), realizzati in granito (specie in kersantite o pierre de kersanton, lo scuro granito bretone) tra il XVI e il XVIII secolo attorno ad un cimitero e costituiti solitamente, oltre che dal recinto e dallo stesso cimitero, da un arco di trionfale (fr. porte triumphale), da una chiesa, da una cappella funeraria, da un ossario (fr. ossuaire; bretone kamel) e da un calvario (fr. calvaire; bretone kalvar)..

Prendono il nome dall’enclos, ovvero dal recinto in pietra che circonda il complesso e che serviva per separare lo spazio sacro dall'esterno, vale a dire lo spazio profano o non sacro.
Complessi religiosi di questo tipo sono molto numerosi in Bretagna: ne esistono una settantina soltanto nella Bassa Bretagna.

Tra i complessi parrocchiali bretoni più famosi, figurano quelli di Guimiliau, di Lampaul-Guimiliau e di Saint Thégonnec nel Finistère settentrionale, di Pleyben nel Finistère meridionale e di Guéhenno nel Morbihan. Alcuni sono andati in gran parte perduti, come il complesso parrocchiale di Plougastel-Daoulas, di cui rimane solo il monumentale calvario.

## Origini
Nei complessi parrocchiali bretoni sono presenti elementi riconducibili forse alla religione celtica, in particolare alle concezioni sulla morte (in lingua bretone: "ankou"), che – presso i Celti – non era vista come un inferno terribile, ma come un qualcosa strettamente legato alla resurrezione, paragonato al sole che sorge e tramonta e, che quindi non va “nascosta”, ma resa il più possibile “familiare”.

## Storia

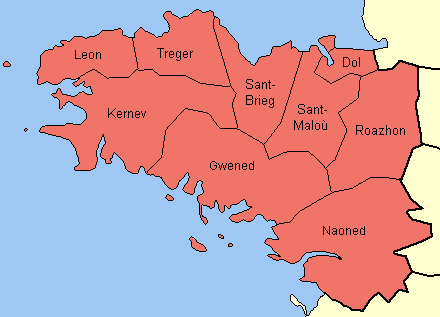
Le diocesi storiche della Bretagna

Il fiorire di questo tipo di architettura si deve al fervore religioso della gente e alle missioni evangelizzatrici.

È collegato inoltre all'ascesa dei commerci marittimi e dell'industria del lino tra il XVI e il XVII secolo: i commercianti di questi settori fornivano infatti i fondi necessari per la realizzazione dei complessi parrocchiali.
Accadeva così che in Bretagna – formata a quei tempi da pochi centri urbani e molti villaggi rurali – le varie parrocchie rivaleggiassero addirittura tra loro per vedere chi costruiva il complesso più bello.
Per la realizzazione di queste opere architettoniche veniva così commissionato il lavoro di artisti (famosi e non) di vario genere, come scultori, pittori, vetrai, ebanisti, ecc.

## Elementi costitutivi di unenclos paroissial

### Arco trionfale
Al complesso parrocchiale i fedeli accedevano dall'arco trionfale ("porte triumphale"), che simboleggiava l'ingresso dei giusti nel regno dei cieli, oltre che un ponte tra vivi e morti e doveva garantire ai defunti la protezione dai demoni.

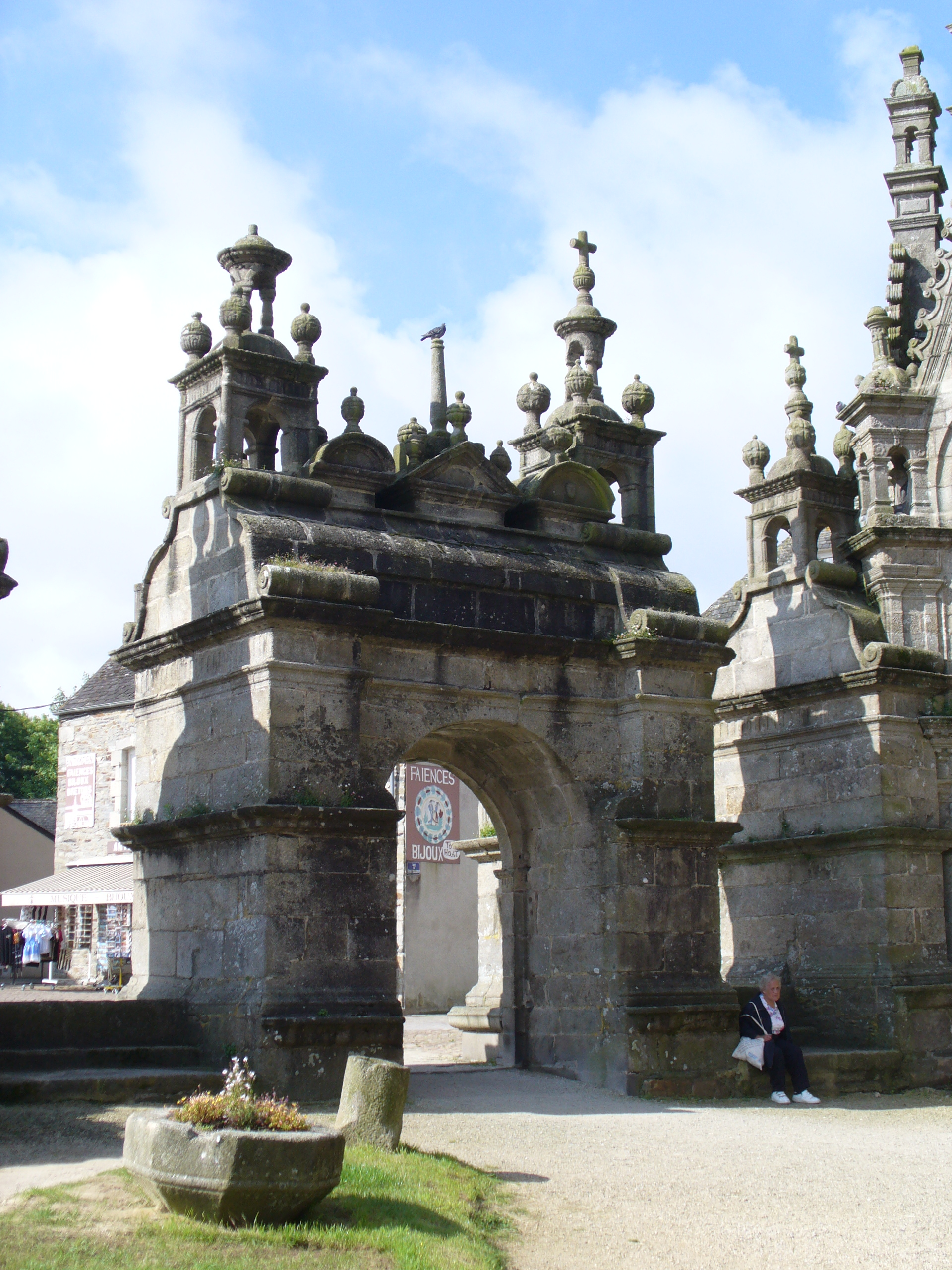
L'arco trionfale del Complesso parrocchiale di Saint-Thégonnec
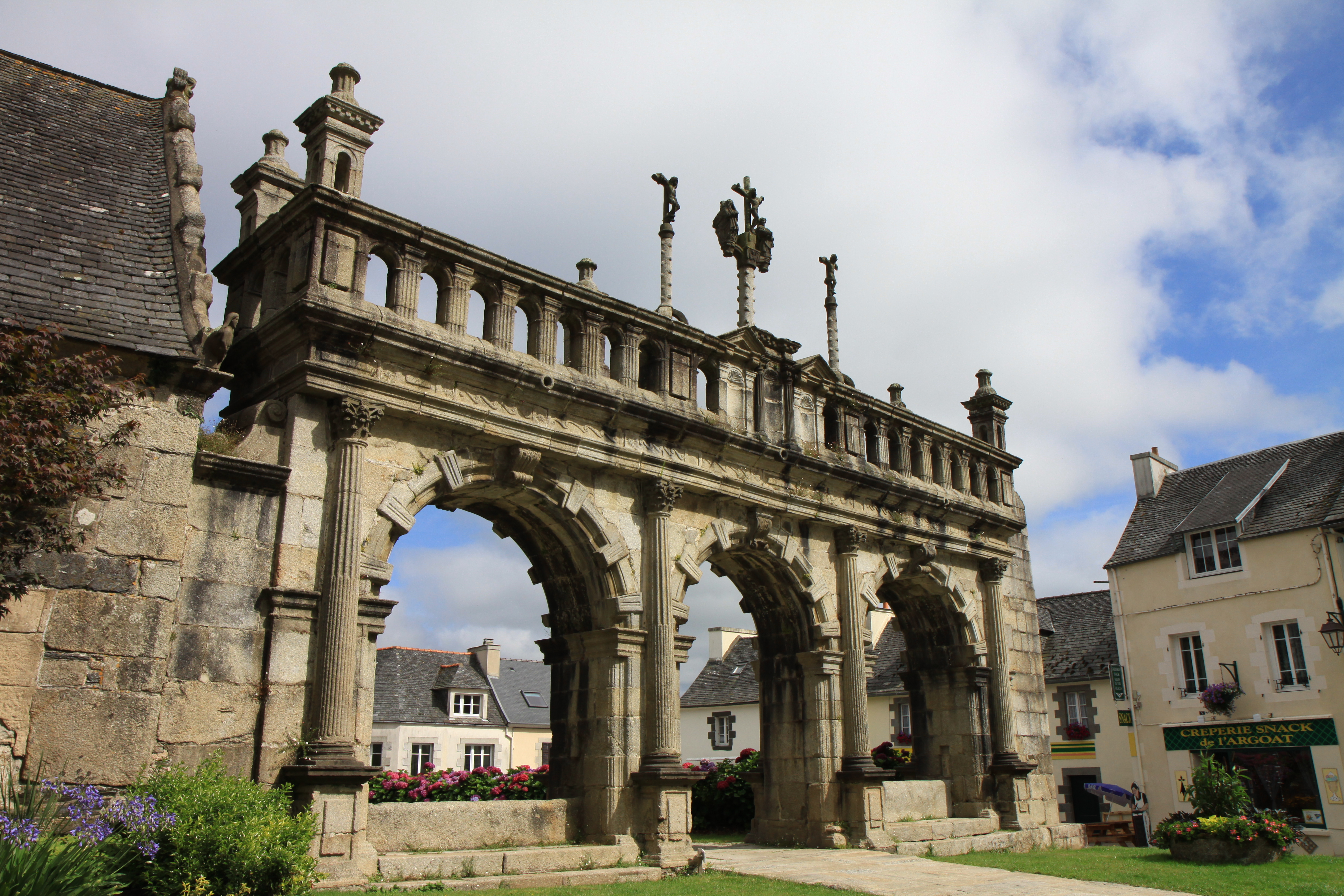
L'arco trionfale del Complesso parrocchiale di Sizun

### Chiesa
La chiesa di un complesso parrocchiale bretone si caratterizza di solito per la presenza di raffigurazioni di santi locali e di scene della loro vita.

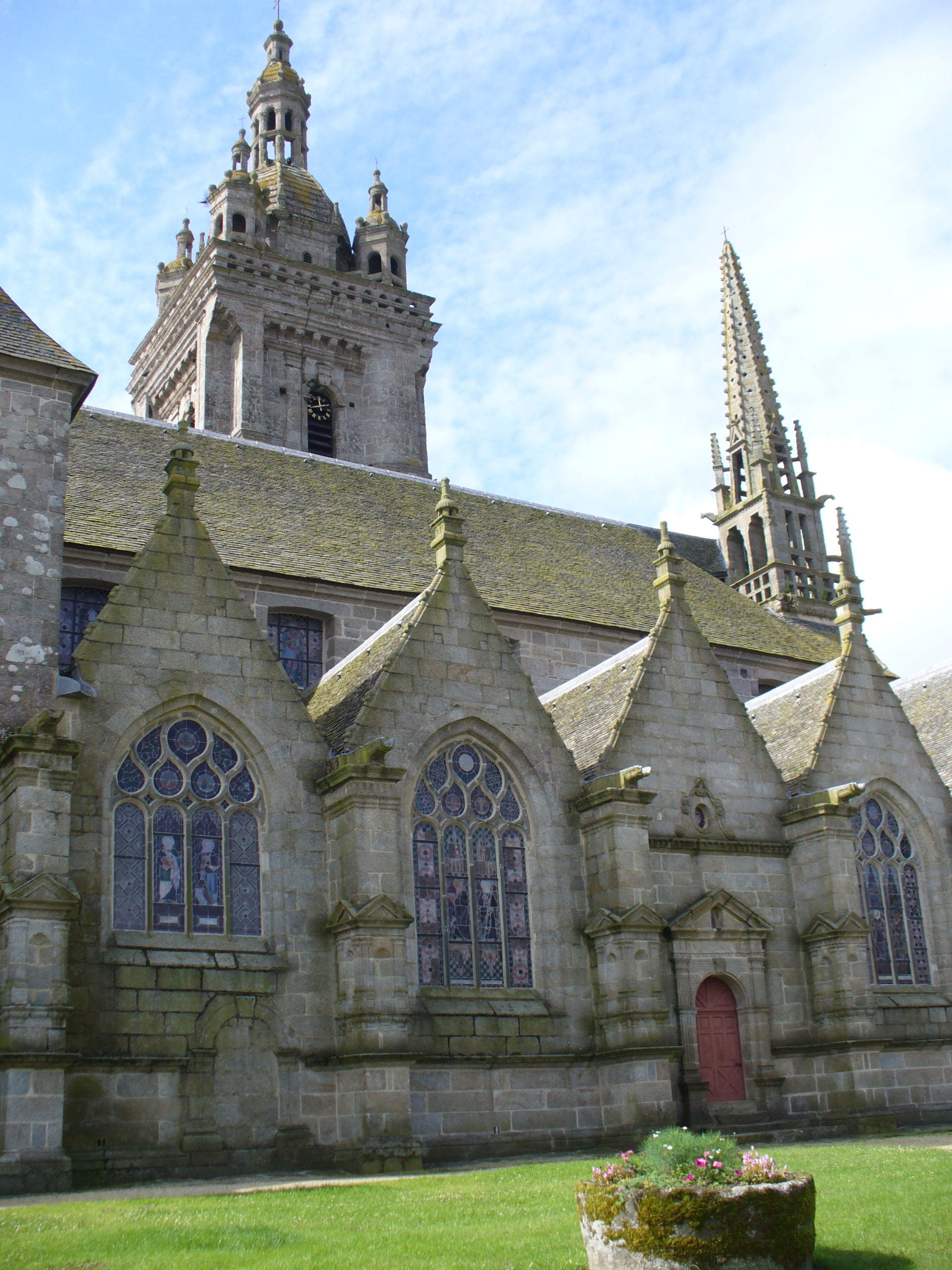
Gli interni della chiesa del Complesso parrocchiale di Saint-Thégonnec
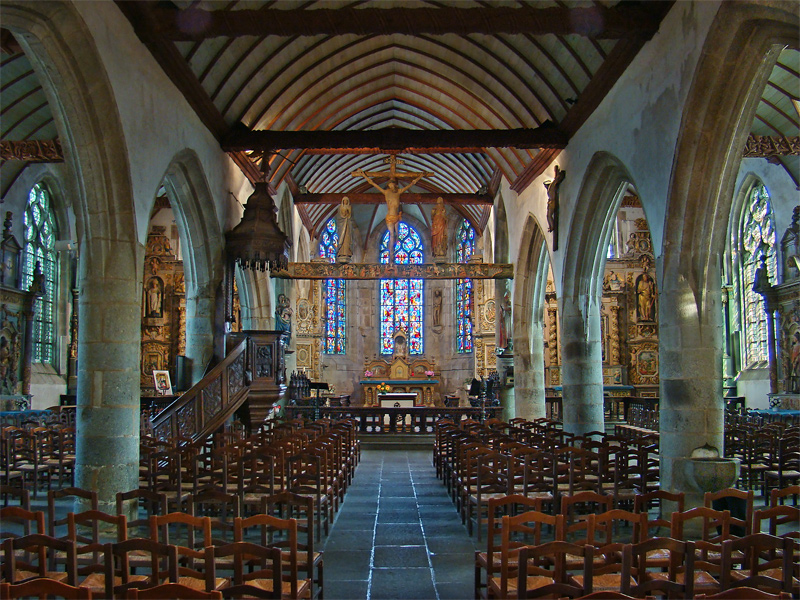
Gli interni della chiesa del Complesso parrocchiale di Lampaul-Guimiliau

### Calvario

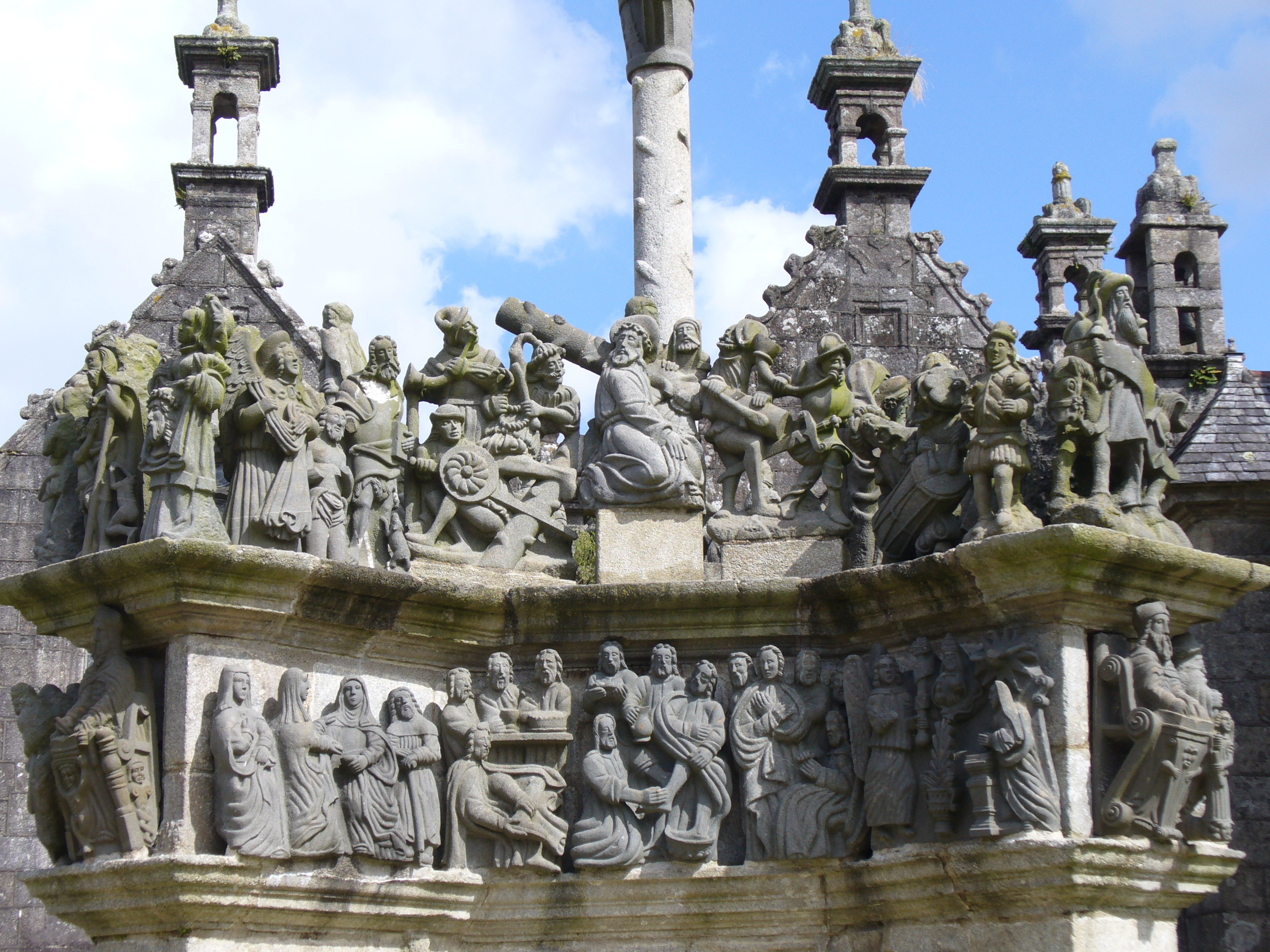
Un calvario bretone

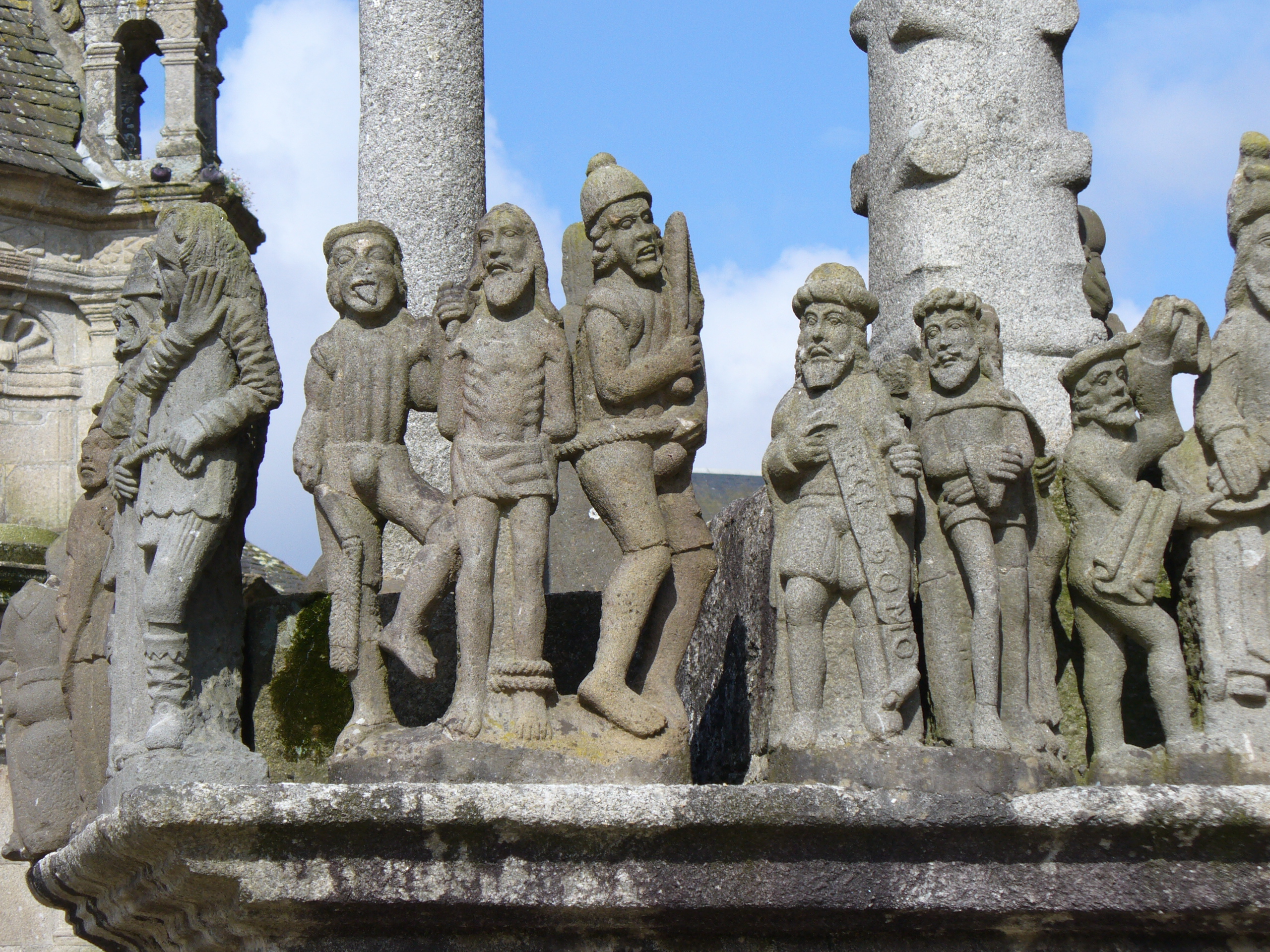
Bretagna: Particolare del calvario di Complesso parrocchiale di Saint-Thégonnec

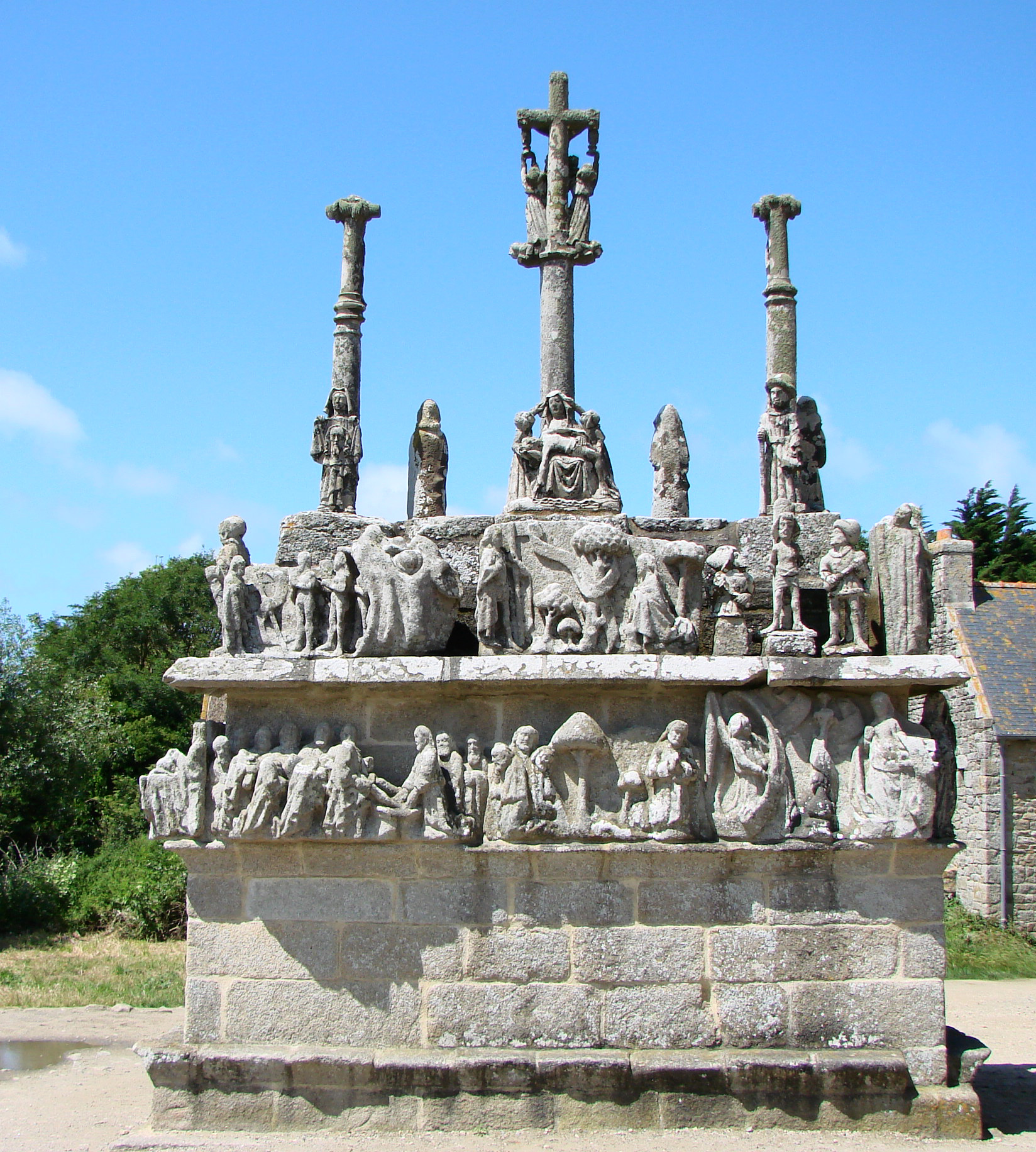
Bretagna: il calvario di Tronoën (1450 – 1470 ca., il più antico della Bretagna

Una delle parti artisticamente più rilevanti all'interno del recinto parrocchiale è solitamente il calvario: si tratta della raffigurazione (quasi un “racconto”) in pietra della Passione di Cristo, scolpita su un basamento in granito da artisti celebri od anonimi in occasione di calamità o pestilenze e che in Bretagna – dove quest'arte è databile tra la metà del XV e il XVII secolo – risulta spesso molto elaborata, con l'aggiunta di altri elementi (altri episodi del Nuovo Testamento, episodi dell'Antico Testamento, ecc.) e/o figure (come figure di santi o come gli Apostoli, la Vergine Maria, la morte con la falce, chiamata in bretone Ankou, ecc.), queste ultime spesso “vestite” con gli abiti dell'epoca in cui sono state scolpite.

Il calvario aveva una funzione “didattica” e serviva per “elevare” a Dio l'anima dei credenti
Si ipotizza che questo tipo di scultura possa ricondursi alle croci che i primi Celti di religione cristiana solevano porre in cima ai menhir.
Il calvario bretone più antico è quello di Tronoën, che risale al 1450 – 1470 e che si trova nel territorio comunale di Saint-Jean-de-Trolimon a nord-est di Pointe de la Torche, nel Finistère meridionale.

Uno dei più complessi è invece quello di Guimiliau (1581 – 1588), con ca. 200 figure.

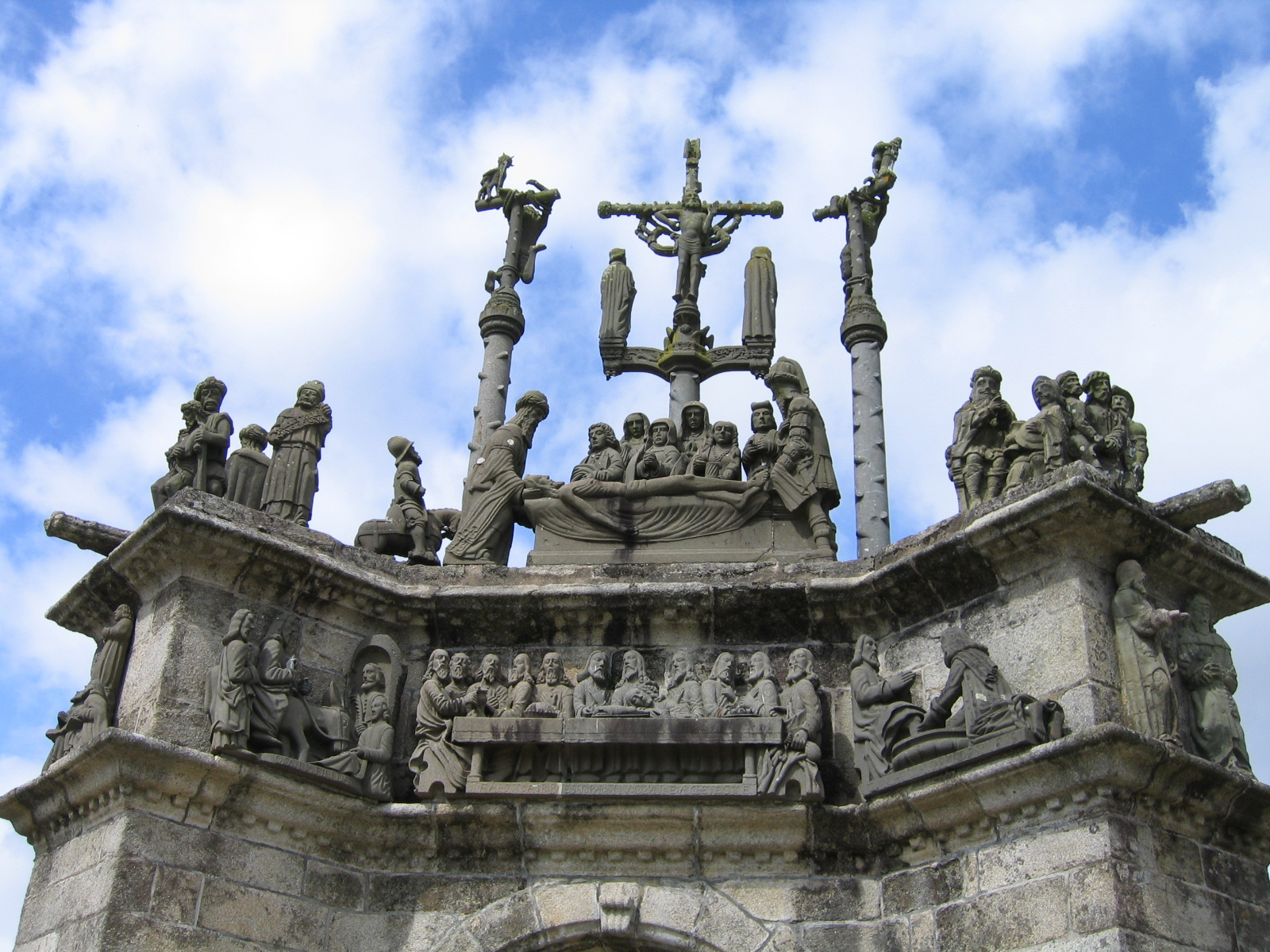
Il calvario del Complesso parrocchiale di Pleyben
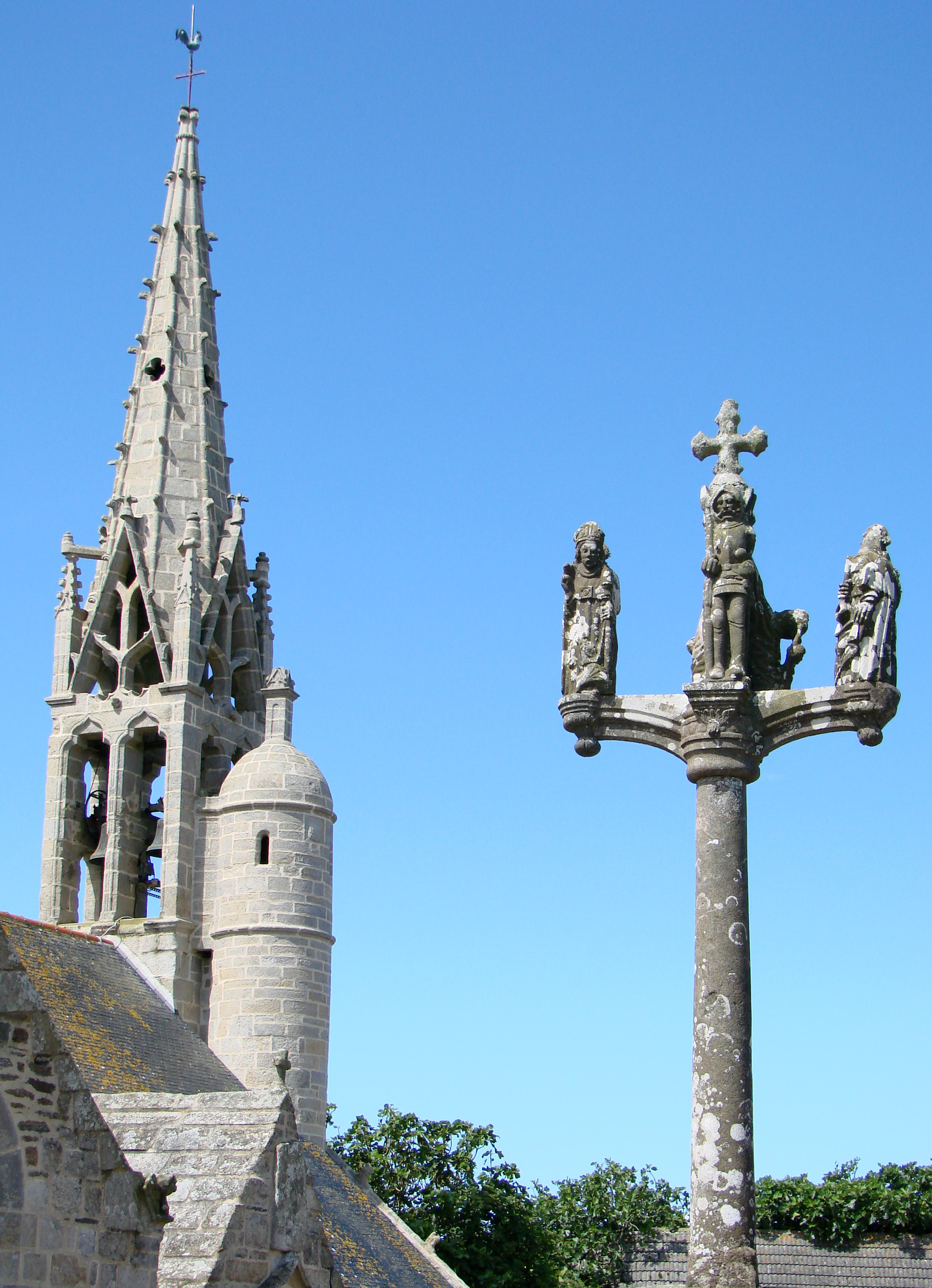
Il calvario del Complesso parrocchiale di Plovan
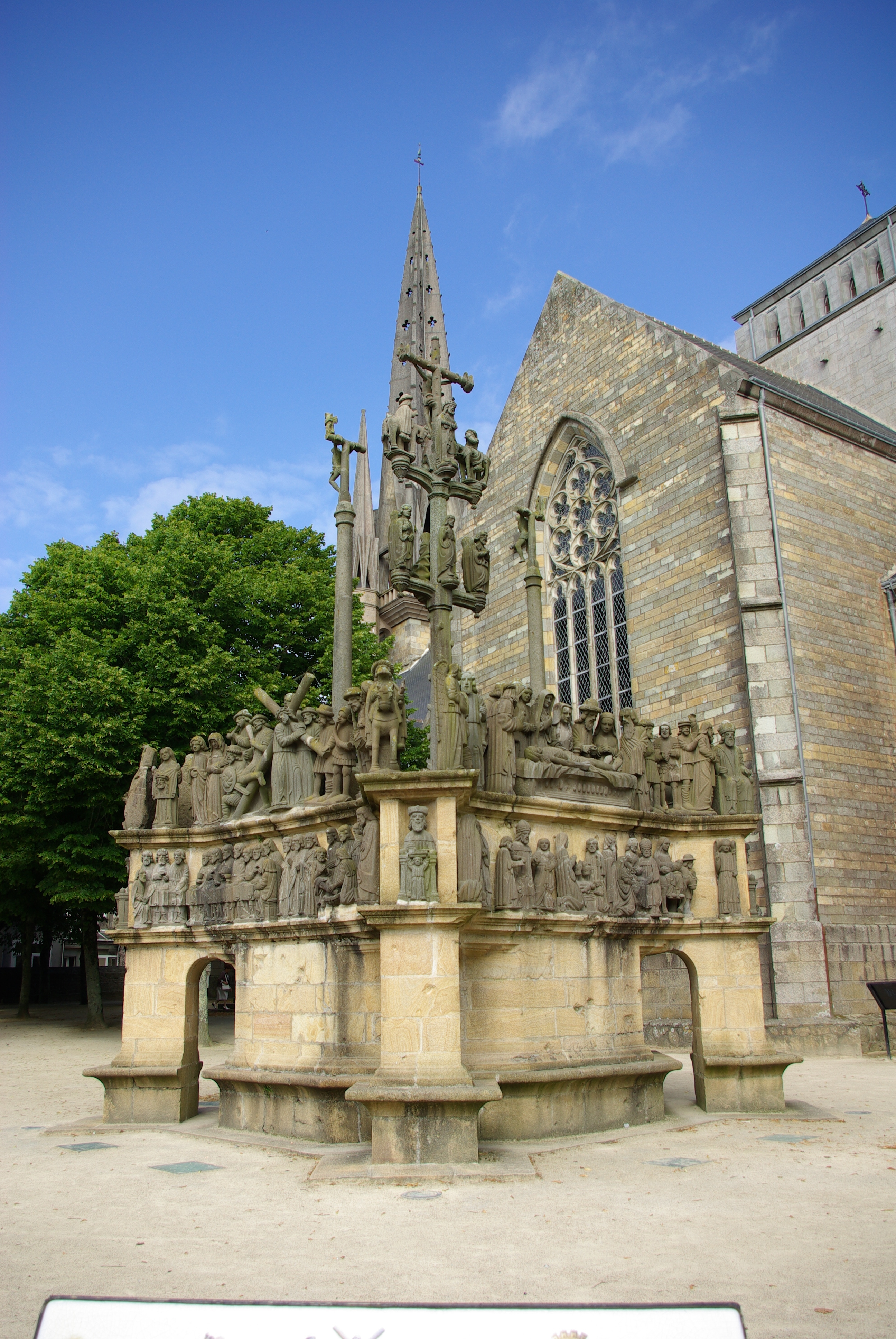
Il calvario del Complesso parrocchiale di Plougastel-Daoulas
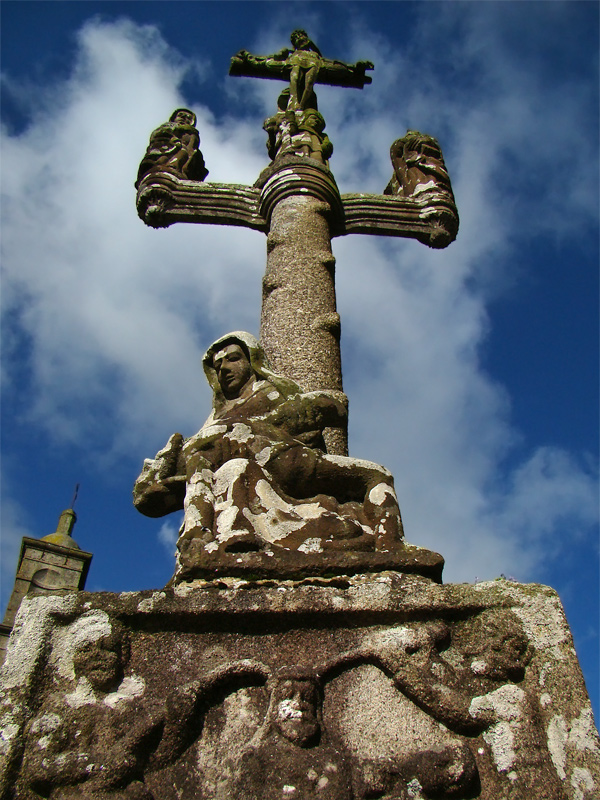
Il calvario (1610) del Complesso parrocchiale di Saint-Servais

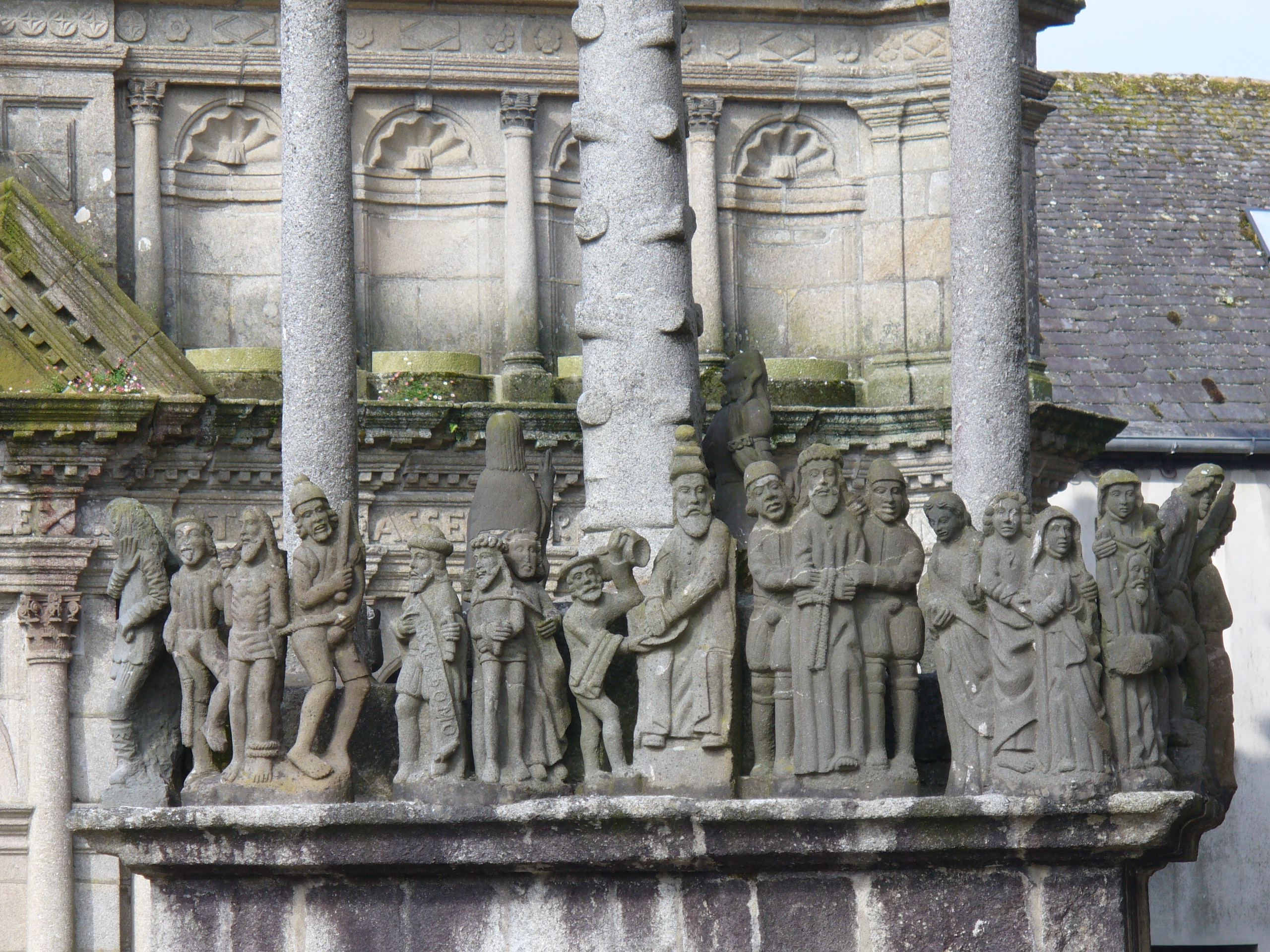
Il calvario del Complesso parrocchiale di Saint-Thégonnec
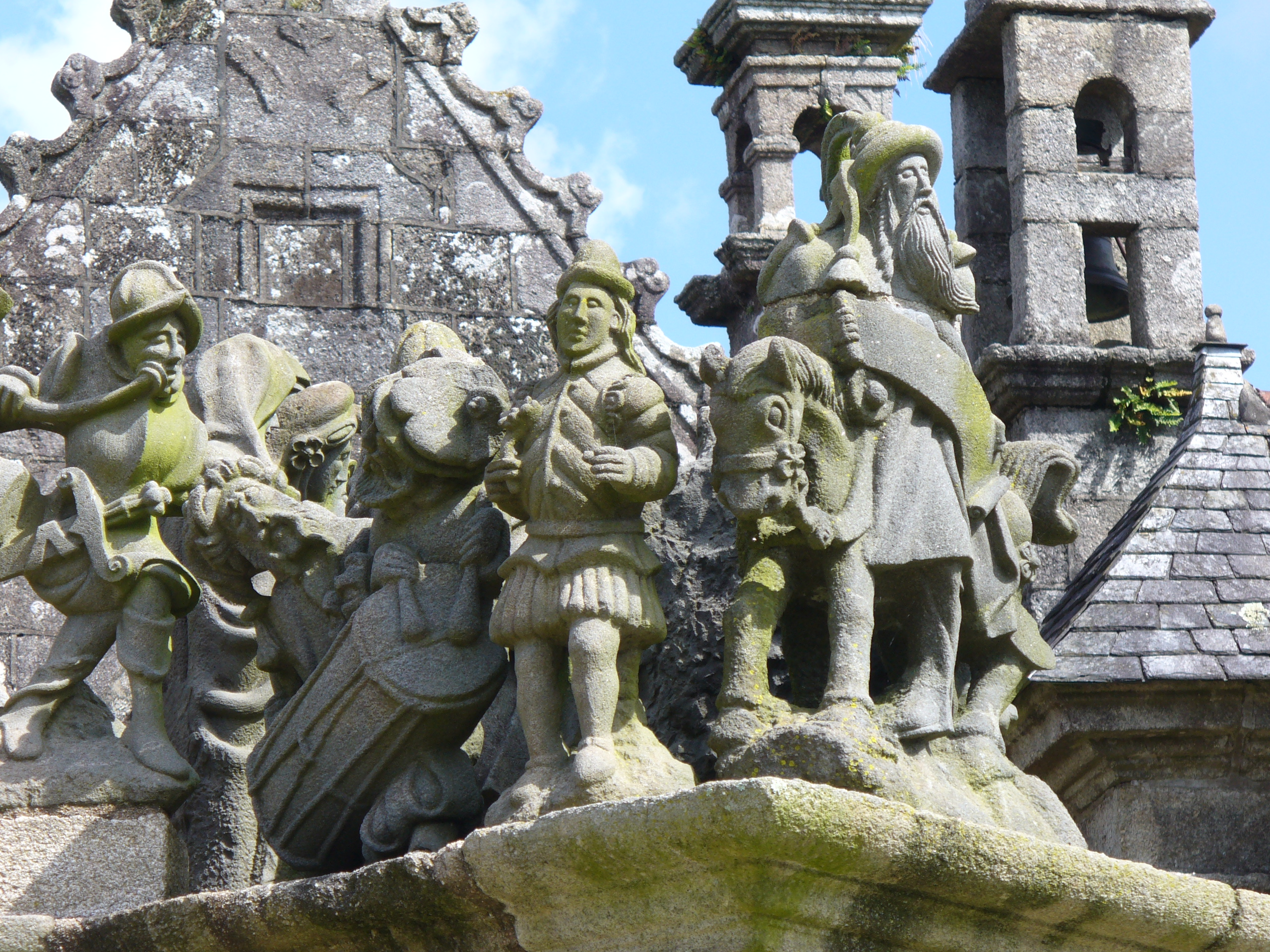
Particolare del calvario del Complesso parrocchiale di Guimiliau
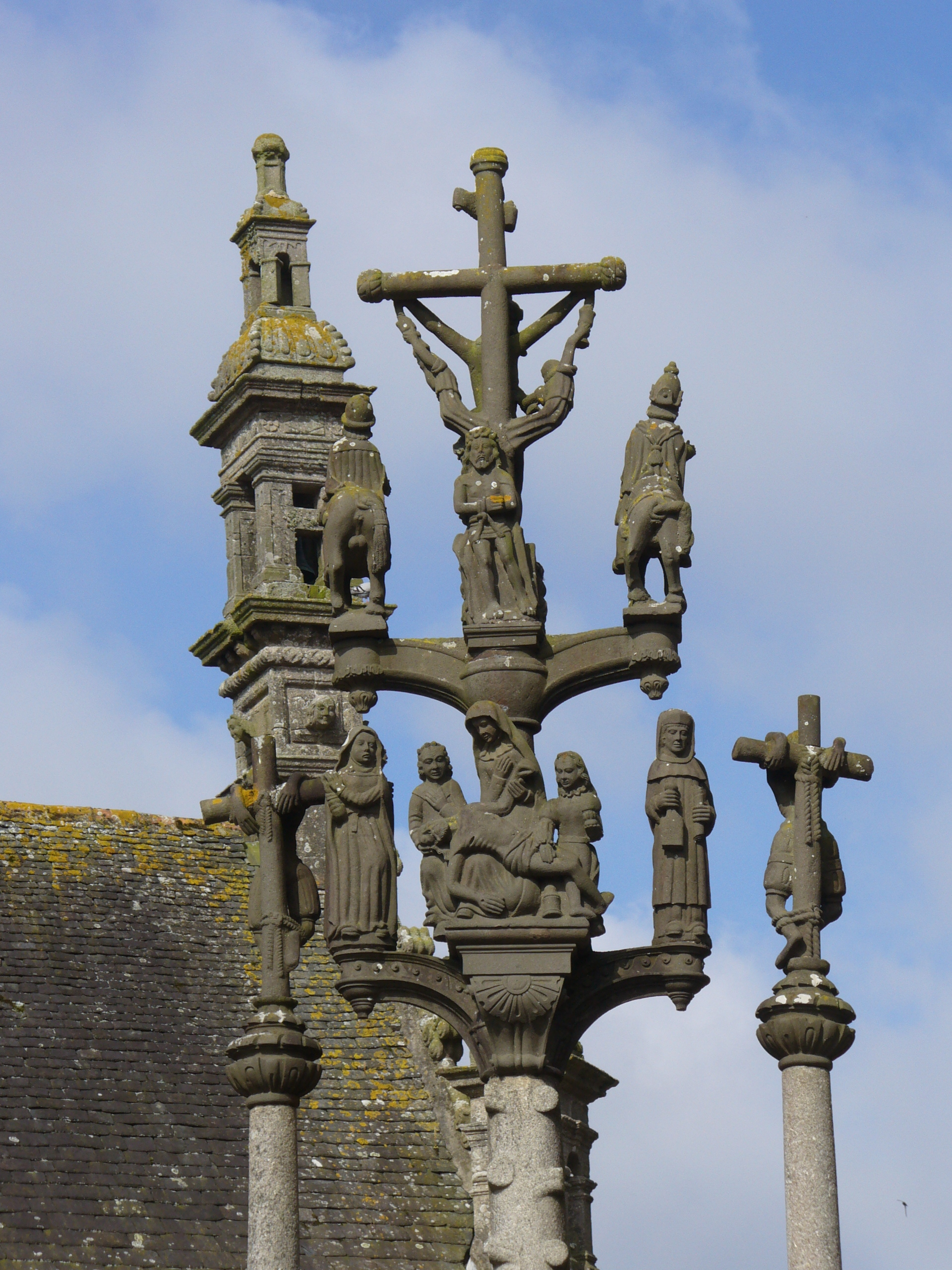
Il calvario del Complesso parrocchiale di Saint-Thégonnec

### Ossario o cappella funeraria
Vicino all'ingresso della chiesa si trova poi l'ossario o cappella funeraria, dove venivano trasferite le ossa dei morti dal cimitero: era considerato un ponte tra i vivi e i morti.
La cappella funeraria serviva come deposito per le ossa dei morti, nel caso in cui in chiesa – dove i morti venivano originariamente sepolti – non vi fosse più spazio.

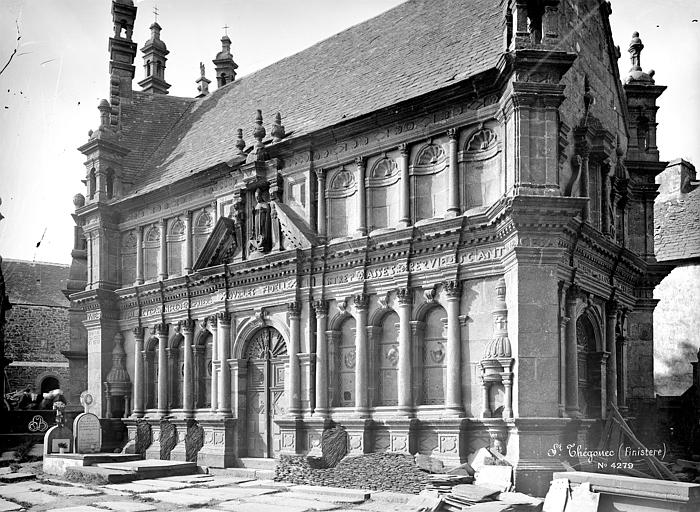
L'ossario (1676 - 1682) del Complesso parrocchiale di Saint-Thégonnec
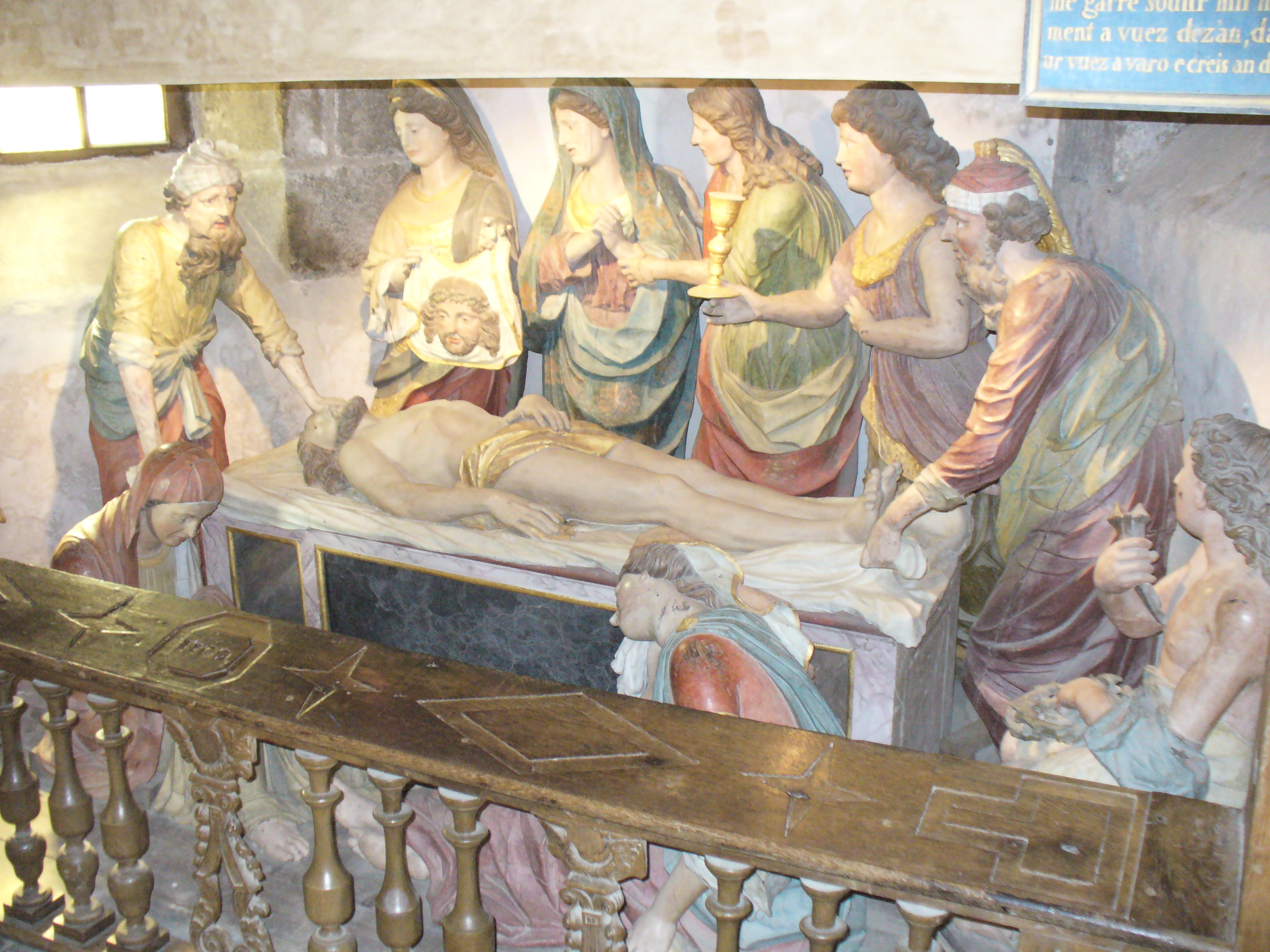
Cripta dell'ossario del Complesso parrocchiale di Saint-Thégonnec con scultura di Jean le Bescond
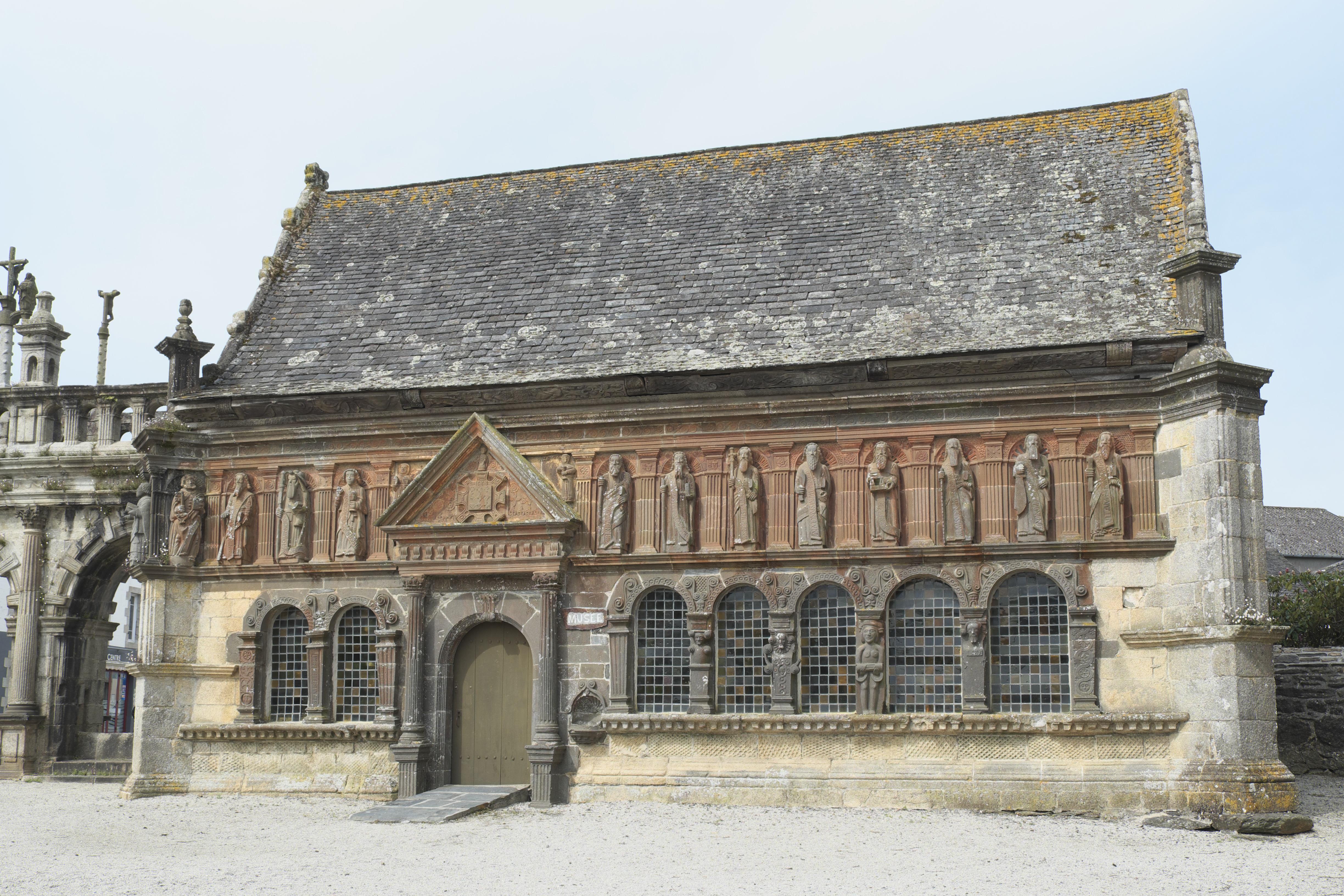
L'ossario (1588) del complesso parrocchiale di Sizun
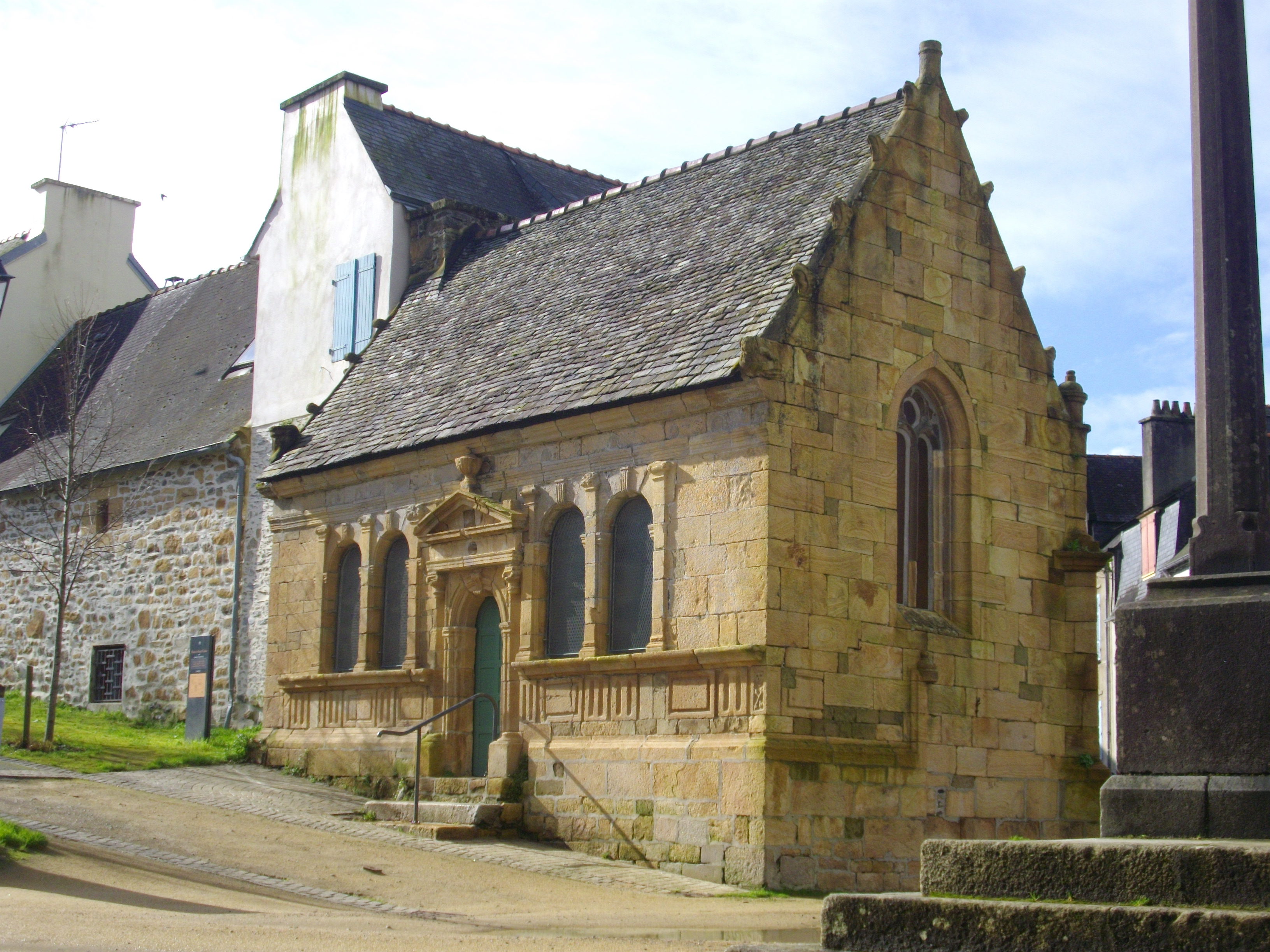
L'ossario Saint-Thomas di Landerneau

## Elenco di complessi parrocchiali della Bretagna

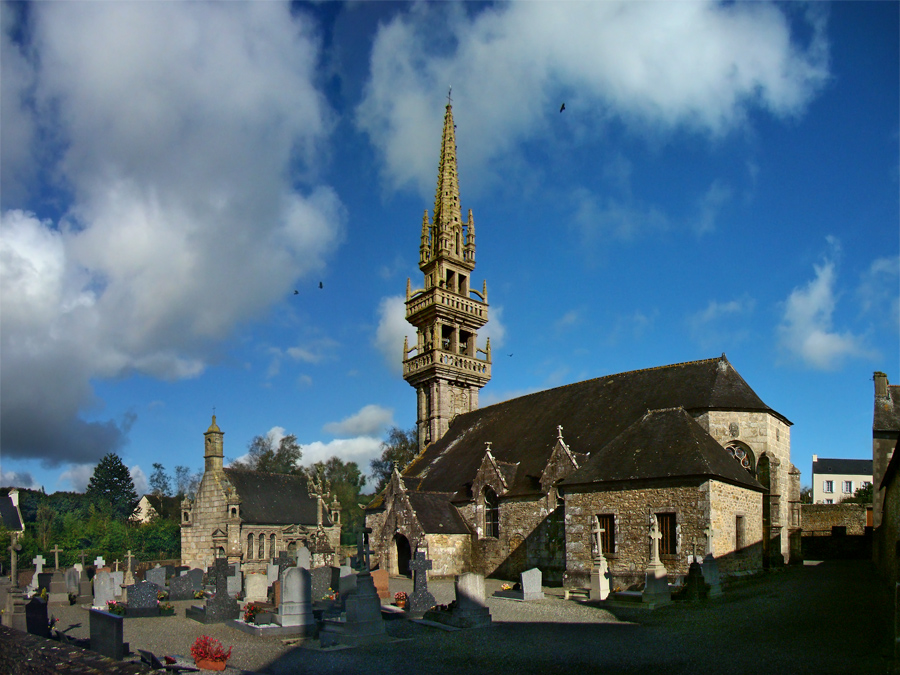
Il Complesso parrocchiale di Saint-Servais

Diamo qui di seguito un elenco parziale degli enclos paroissiaux della Bretagna:
- Complesso parrocchiale di Argol
- Complesso parrocchiale di Bodilis
- Complesso parrocchiale di Brasparts
- Complesso parrocchiale di Bulat-Pestivien
- Complesso parrocchiale di Commana
- Complesso parrocchiale di Notre-Dame-de-Confort
- Complesso parrocchiale di Dirinon
- Complesso parrocchiale di Guéhenno, l'unico enclos paroissial completo del Morbihan[15]
- Complesso parrocchiale di Guengat
- Complesso parrocchiale di Guimiliau, con un calvario (1581 – 1588) costituito da ca. 200 figure[1][3][4]
- Complesso parrocchiale di Kergrist-Moëlou
- Complesso parrocchiale di Kerbreuder
- Complesso parrocchiale di Kerlaz
- Complesso parrocchiale di Lampaul-Guimiliau
- Complesso parrocchiale di Landivisiau
- Complesso parrocchiale di Lannédern
- Complesso parrocchiale di Lanrivain
- Complesso parrocchiale di Lanrivoiré
- Complesso parrocchiale di Loc-Eguiner
- Complesso parrocchiale di Locmélar
- Complesso parrocchiale di La Martyre, il più antico complesso parrocchiale del Léon[3] (bret. "Bro-Leon", Finistère nord-occidentale)
- Complesso parrocchiale di Pencran
- Complesso parrocchiale di Pleyben
- Complesso parrocchiale di Pleyber-Christ
- Complesso parrocchiale di Plomodiern
- Complesso parrocchiale di Ploudiry
- Complesso parrocchiale di Plougastel-Daoulas (andato distrutto, rimane solo il calvario[9], formato da 180 figure[3])
- Complesso parrocchiale di Plougonven
- Complesso parrocchiale di Plounéour-Ménez
- Complesso parrocchiale di Plourin-Les-Morlaix
- Complesso parrocchiale di Plouzévédé
- Complesso parrocchiale di Plovan
- Complesso parrocchiale di Quilinen (Landrévarzec)
- Complesso parrocchiale de La Roche-Maurice
- Complesso parrocchiale di Rumengol
- Complesso parrocchiale di Runan
- Complesso parrocchiale di Saint-Herbot
- Complesso parrocchiale di Saint-Jean-du-Doigt
- Complesso parrocchiale di Saint-Servais
- Complesso parrocchiale di Saint-Suliac
- Complesso parrocchiale di Saint-Thégonnec
- Complesso parrocchiale di Saint-Vénec (Briec-de-l'Odet)
- Complesso parrocchiale di Saint-Yvi
- Complesso parrocchiale di Sizun
- Complesso parrocchiale di Tréguier
- Complesso parrocchiale di Trémaouézan
- Complesso parrocchiale di Tronoën ("Notre-Dame-de- Tronoën", nel comune di Saint-Jean Trolimon), con il più antico calvario della Bretagna (1450 – 1470 ca.)[1][3]
- Complesso parrocchiale di Villamée